# Parenthood (série de televisão)
Parenthood é uma série de televisão estadunidense transmitida pela NBC de 2 de março de 2010 a 29 de janeiro de 2015.

## Elenco
- Craig T. Nelson como Zeek Braverman
- Bonnie Bedelia como Camille Braverman
- Peter Krause como Adam Braverman
- Monica Potter como Kristina Braverman
- Sarah Ramos como Haddie Braverman
- Max Burkholder como Max Braverman,
- Lauren Graham como Sarah Tracey Braverman
- Mae Whitman como Amber Holt
- Miles Heizer como Drew Holt
- Dax Shepard como Crosby Braverman
- Joy Bryant como Jasmine Braverman
- Tyree Brown como Jabbar Trussell
- Erika Christensen como Julia Graham
- Sam Jaeger como Joel Graham
- Savannah Paige Rae como Sydney Graham
- Xolo Maridueña como Victor Graham

## Recepção da crítica
Em sua primeira temporada, Parenthood teve recepção geralmente favorável por parte da crítica especializada. Com base de 29 avaliações profissionais, alcançou uma pontuação de 61% no Metacritic.